# Roue tourangelle 2013
La 12e édition de la Roue tourangelle a eu le 21 avril 2013. La course fait partie du calendrier UCI Europe Tour 2013 et figure pour la première fois en catégorie 1.1.

## Présentation

### Équipes
Classée en catégorie 1.1 de l'UCI Europe Tour, la Roue tourangelle est par conséquent ouverte aux UCI ProTeams dans la limite de 50 % des équipes participantes, aux équipes continentales professionnelles, aux équipes continentales et aux équipes nationales.
| Nom de l'équipe  | Pays   | Code |
| ---------------- | ------ | ---- |
| AG2R La Mondiale | France | ALM  |
| FDJ              | France | FDJ  |

| Nom de l'équipe         | Pays       | Code |
| ----------------------- | ---------- | ---- |
| BigMat-Auber 93         | France     | BIG  |
| Bridgestone Anchor      | Japon      | BGT  |
| Color Code-Biowanze     | Belgique   | CCB  |
| Differdange-Losch       | Luxembourg | DFL  |
| La Pomme Marseille      | France     | LPM  |
| Roubaix Lille Métropole | France     | RLM  |

| Nom de l'équipe              | Pays    | Code |
| ---------------------------- | ------- | ---- |
| Androni Giocattoli-Venezuela | Italie  | AND  |
| Bretagne-Séché Environnement | France  | BSE  |
| Caja Rural-Seguros RGA       | Espagne | CJR  |
| Champion System              | Chine   | CSS  |
| Cofidis                      | France  | COF  |
| Europcar                     | France  | EUC  |
| Sojasun                      | France  | SOJ  |

## Classement final
|    | Coureur            | Équipe                       |    | Temps           |
| -- | ------------------ | ---------------------------- | -- | --------------- |
| 1  | Mickaël Delage     | FDJ                          | en | 4 h 31 min 12 s |
| 2  | Benjamin Giraud    | La Pomme Marseille           | +  | m.t             |
| 3  | Yauheni Hutarovich | AG2R La Mondiale             |    | m.t             |
| 4  | Omar Bertazzo      | Androni Giocattoli-Venezuela |    | m.t             |
| 5  | Cyril Lemoine      | Sojasun                      |    | m.t             |
| 6  | Fabien Schmidt     | Sojasun                      |    | m.t             |
| 7  | Julien El Fares    | Sojasun                      |    | m.t             |
| 8  | Marcos García      | Caja Rural-Seguros RGA       |    | m.t             |
| 9  | Sébastien Turgot   | Europcar                     |    | m.t             |
| 10 | Angélo Tulik       | Europcar                     |    | m.t             |